# Balboa (dança)
O Balboa é uma dança do tipo swing (swing-dancing) que se originou no sul da Califórnia durante a década de 1920 e, desfrutou de grande popularidade durante as décadas de 1930/1940.

## História
Balboa veio do sul da Califórnia durante a década de 1920, nomeado em referência à península de Balboa na cidade estadunidense de Newport Beach (Califórnia), onde a dança foi inventada.  O Balboa Pavilion e o Rendezvous Ballroom são considerados os locais de nascimento desta dança, quando as pistas de dança estavam tão lotadas que os dançarinos inventaram uma dança para swing.
A dança balboa continuou na Califórnia ao longo do século XX e espalhou-se pelo mundo até os dias atuais. Em 1978, dois dançarinos de longa data, Hal e Marge Takier, começaram a dança duas vezes ao mês no restaurante Bobby McGee's Balboa na cidade de Newport Beach. Dançavam nas noites e vídeos do restaurante tornaram-se altamente influentes em exibir como é dançada hoje. Dois estilos de dança Balboa moderna se desenvolveram, "Pure Bal" é dançado em um abraço fechado (abrço apertado), e "Bal Swing" é dançado em uma mistura de abraço fechado com abraço aberto.
Alma Heaton incluiu duas páginas sobre Balboa em seu livro de 1954 "Ballroom Dance Rhythms",  e uma página de instrução em "Técnicas de Ensino de Dança de Salão". Heaton descreveu duas figuras de Bal-Swing em 1967. 